# Josef Eschelbacher
Josef Eschelbacher (12. September 1848 in Hainstadt – 3. Dezember 1916 in Berlin) war Autor und Bezirksrabbiner in Baden.

## Familie
Sehr weit zurückverfolgen lässt sich die Geschichte der Familie Eschelbacher in Hardheim. Sie geht zurück auf einen Juden namens Joseph, der wohl in den dreißiger Jahren des 18. Jahrhunderts aus Eschelbach im Kraichgau nach Hardheim kam. Er wurde 1787 auf dem jüdischen Friedhof Külsheim begraben. Der Enkel dieses Joseph, Michael Seligmann, nimmt den Namen Eschelbacher an. Einer seiner Söhne, Löb Eschelbacher, wurde Hauptlehrer an der Israelitischen Gemeindeschule in Hainstadt und war der Vater von Josef Eschelbacher. Josef heiratete am 26. März 1879 Ernestine geborene Benario (* 1858; † 1931 in Berlin) aus Wertheim. Aus dieser Ehe entstammten sechs Kinder: Max (* 1880 in Bruchsal; † 20. April 1964 in London), späterer Rabbiner, Bertha, Johanna, Klara und Julie. Das sechste Kind verstarb früh.

## Leben
Josef Eschelbacher ging nach dem Abitur von 1868 bis 1877 an das Jüdisch-Theologische Seminar in Breslau, um eine Rabbinerausbildung zu erhalten. Gleichzeitig studierte er an der Universität Arabisch, Geschichte und Philosophie. An der Universität Halle-Wittenberg wurde er im April 1873 zum Dr. phil. promoviert. 1876 trat er die Stelle des Bezirksrabbiners in Bruchsal an. 1895 wurde er zum Vizepräsidenten der neu eingerichteten israelitischen Landessynode gewählt. In seiner Zeit in Bruchsal wurde 1880 die neue Synagoge gebaut und mit anderen Bruchsaler Juden gründete er 1888 den Landesverein zur Erziehung israelitischer Waisen im Großherzogtum Baden. 1899 wurde Eschelbacher als Rabbiner nach Berlin berufen.

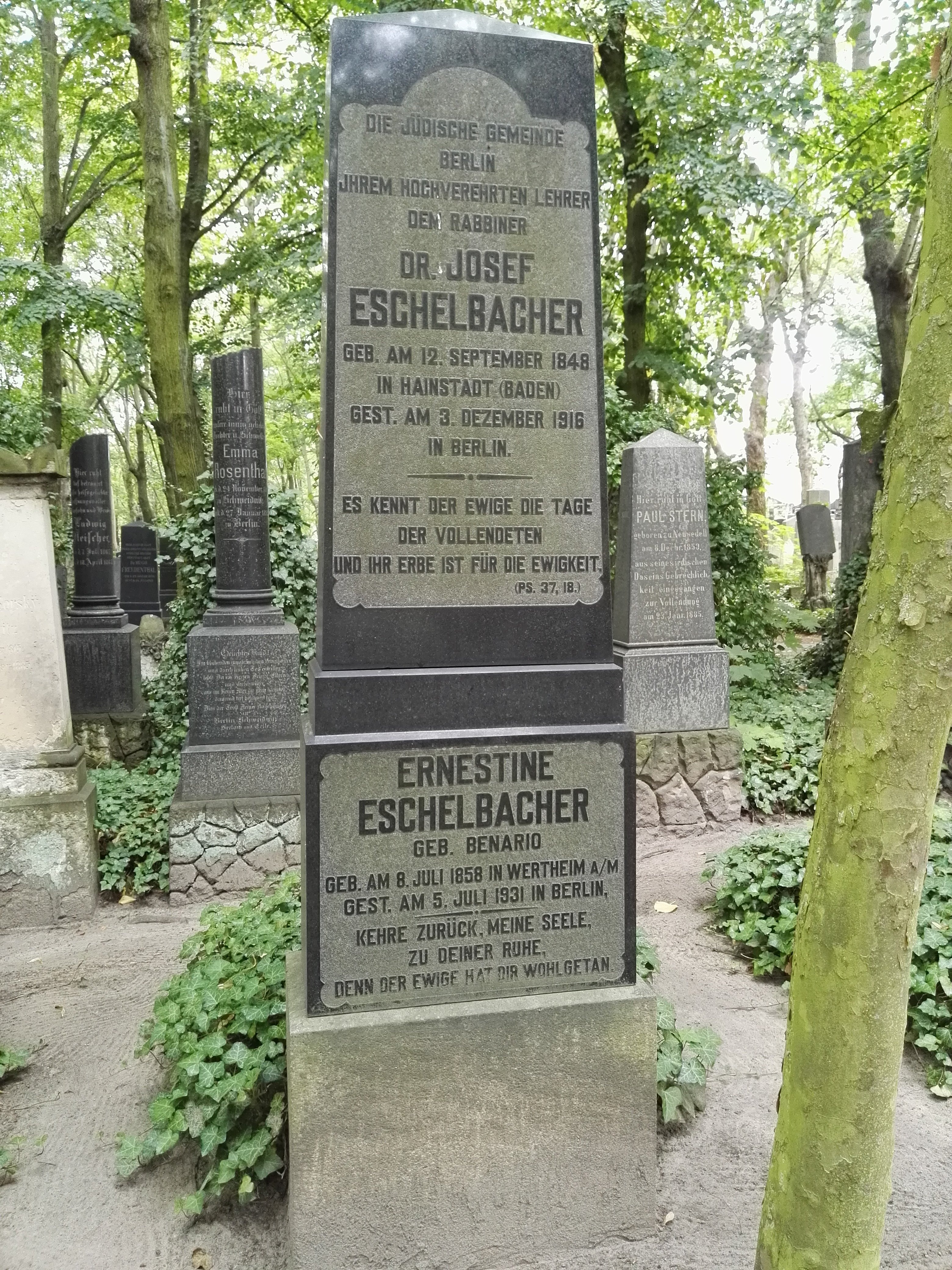
Grab von Josef und Ernestine Eschelbacher auf dem Jüdischen Friedhof Berlin-Weißensee

Ihre letzte Ruhe fanden Josef und Ernestine Eschelbacher auf dem Jüdischen Friedhof in Berlin-Weißensee (Feld G1, Ehrenreihe).

## Auszeichnungen und Ehrungen
- 1894 Ritterkreuz 1. Klasse des Zähringer Löwen-Ordens
- Anbringung seines Namens am Hainstadter Ehrenbrunnen[3]

## Werke
- Versuch einer Geschichte der israelitischen Stämme, mit besonderer Berücksichtigung der im Segen Jakobs, im Segen Mosis und in der Liebe der Debora über dieselben enthaltenen Angaben, Inauguraldissertation der Universität Halle-Wittenberg 1873
- Gedächtnisrede auf den verewigten Herrn Ernst Wertheimer, 1879
- Zwei Reden über den Talmud in der Synagoge in Bruchsal gehalten, Trier (Sigmund Mayer) 1892
- Rede an der Bahre des verewigten Herrn Dr. Hillel Sondheimer. Bezirks- und Konferenzrabbiner in Heidelberg, 1899
- Das Judentum im Urteil der modernen protestantischen Theologie, 1907
- Das Judentum und das Wesen des Christentums, 1905, 2. Aufl. 1908